# Datenübertragungseinrichtung

Prinzipskizze zur Verbindung zweier PC-Systemen (Datenstationen) mittels Modem (DÜ-Einrichtung / DCE) über das Telefonnetz

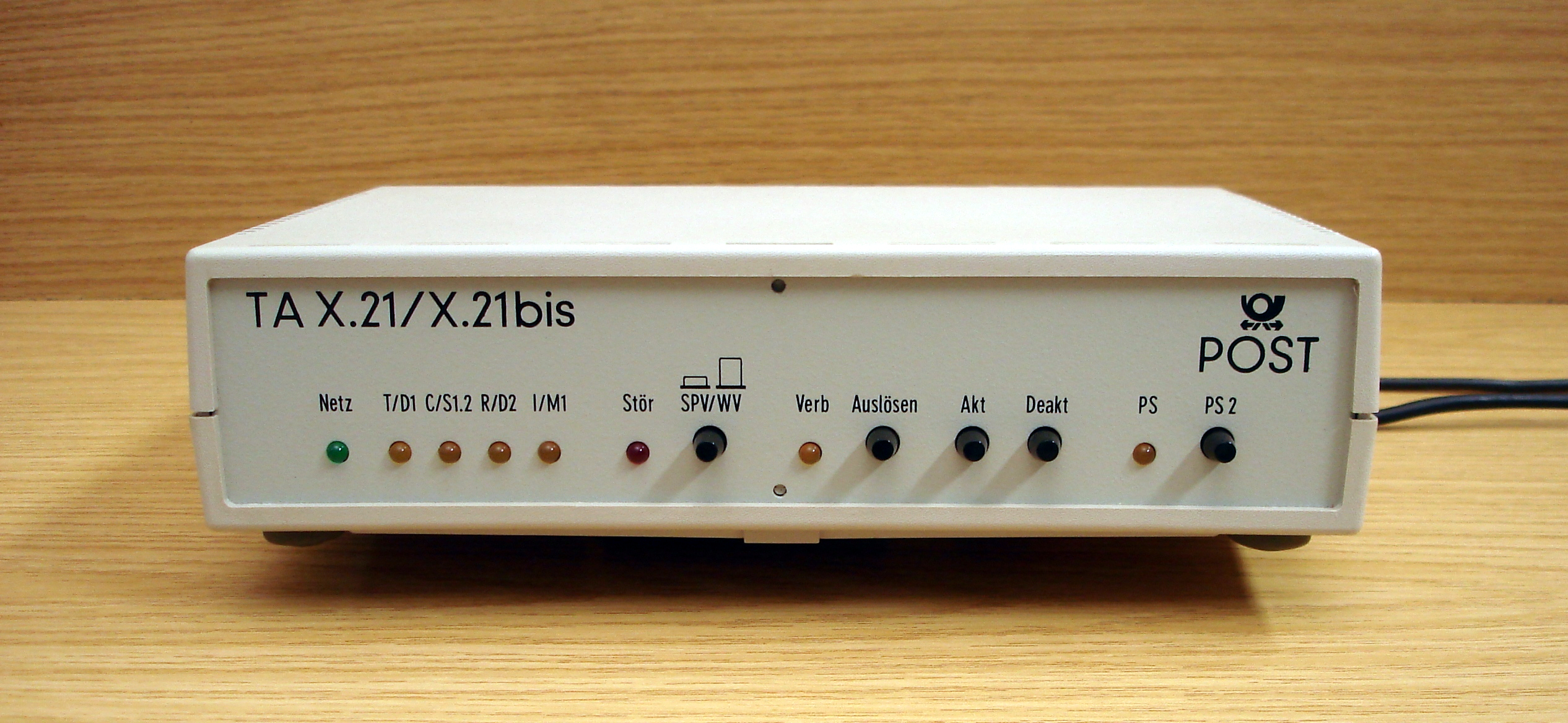
Terminaladapter zur Verbindung an ISDN

Eine Datenübertragungseinrichtung (DÜ-Einrichtung – DÜE, englisch Data Communication Equipment oder Data circuit-terminating equipment – DCE) ist in der Datenübertragung neben der Datenendeinrichtung (DE-Einrichtung – DEE) der zweite Bestandteil einer Datenstation (DST). In den 1970er bis 1990er Jahren waren dies beispielsweise Modems und Akustikkoppler. Heute bilden unter anderem DSL-Modems und integrierte Bausteine die Funktionen in WLAN-Routern ab.

## Bestandteile
Die Datenübertragungseinrichtung besteht laut DIN 44302 aus
- dem Signalumsetzer und
- der Anschalteinheit,
- ggf. Fehlerüberwachungseinheit (geräteabhängig),
- ggf. Synchronisiereinheit (geräteabhängig).

Die Aufgabe der DÜE ist die Anpassung der von der Datenendeinrichtung abgegebenen Signale an den Übertragungsweg. Jede dieser Einheiten kann mit einem Sendeteil und einem Empfangsteil ausgestattet sein. Ist zum Verbindungsaufbau eine automatische Wähleinrichtung vorhanden, so ist diese Teil der Datenübertragungseinrichtung.